# La gitana (film 1923)
La gitana (The Spanish Dancer) è un film muto del 1923 diretto da Herbert Brenon. Tratto dal romanzo di Victor Hugo e dal lavoro teatrale Don Cesare di Bazan di Adolphe d'Ennery e Philippe Dumanoir, il film fu sceneggiato e adattato per lo schermo da June Mathis e Beulah Marie Dix.

## Trama
La zingara Maritana si innamora di don Cesare di Bazan, nobile senza il becco di un quattrino. Don Cesare, che è intervenuto per salvare un ragazzo picchiato dal capitano delle guardie, si batte a duello. Per questo, viene condannato a morte. Maritana, disperata, si rivolge alla regina per invocarne la grazia: Isabella, mossa da pietà, prega il re di perdonarlo. Filippo acconsente, ma quello che lo ha colpito in effetti è stata la bellezza della danzatrice. Il sovrano attira la zingara in un casino di caccia dove vuole sedurla. Sarà solo il tempestivo arrivo di Don Cesare, rilasciato dal carcere, a salvare Maritana dagli assalti regali. La regina, gelosa, avendo intuito gli scopi del re, arriva anche lei al casino. L'astuta Maritana risolverà la situazione salvando Filippo dall'ira della sposa. Per ricompensa, potrà avere tutto per sé il suo don Cesare.

## Produzione
Il film fu prodotto dalla Famous Players-Lasky Corporation. Le riprese cominciarono il 7 giugno 1923.

## Distribuzione
Distribuito dalla Paramount Pictures, il film - presentato da Adolph Zukor - uscì nelle sale cinematografiche USA il 7 ottobre 1923. In Italia venne distribuito nel 1925.
La pellicola è stata riversata in VHS e distribuita sul mercato dalla Facets, dalla Grapevine e dalla Nostalgia Family Video.